# Natação no Campeonato Mundial de Esportes Aquáticos de 2015 - 100 m livre masculino
A prova dos 100 metros livre masculino da natação no Campeonato Mundial de Esportes Aquáticos de 2015 ocorreu nos dias 5 de agosto e 6 de agosto em Cazã na Rússia.

## Recordes
Antes desta competição, os recordes mundiais e do campeonato nesta prova eram os seguintes:
| Tipo                  | Atleta      | Tempo | Local | Data                |
| --------------------- | ----------- | ----- | ----- | ------------------- |
|                       | César Cielo | 46,91 | Roma  | 30 de julho de 2009 |
| Recorde do campeonato | César Cielo | 46,91 | Roma  | 30 de julho de 2009 |

## Medalhistas
| Ouro             | Prata                | Bronze                 |
| Ning Zetao (CHN) | Cameron McEvoy (AUS) | Federico Grabich (ARG) |

## Resultados

### Eliminatórias
Esses foram os resultados das eliminatórias.
| Pos. | Bateria | Raia | Nadador               | Nacionalidade     | Tempo | Notas |
| ---- | ------- | ---- | --------------------- | ----------------- | ----- | ----- |
| 1    | 11      | 4    | Ning Zetao            | China             | 48.11 | Q     |
| 2    | 12      | 4    | Cameron McEvoy        | Austrália         | 48.33 | Q     |
| 3    | 10      | 4    | Vladimir Morozov      | Rússia            | 48.46 | Q     |
| 4    | 12      | 9    | Federico Grabich      | Argentina         | 48.48 | Q     |
| 5    | 12      | 2    | Jérémy Stravius       | França            | 48.52 | Q     |
| 6    | 10      | 2    | Pieter Timmers        | Bélgica           | 48.58 | Q     |
| 7    | 10      | 5    | Sebastiaan Verschuren | Países Baixos     | 48.61 | Q     |
| 7    | 12      | 5    | Nathan Adrian         | Estados Unidos    | 48.61 | Q     |
| 9    | 11      | 3    | Aleksandr Suchorukov  | Rússia            | 48.64 | Q     |
| 10   | 10      | 3    | Fabien Gilot          | França            | 48.73 | Q     |
| 11   | 11      | 1    | Santo Condorelli      | Canadá            | 48.77 | Q     |
| 12   | 10      | 7    | Matheus Santana       | Brasil            | 48.81 | Q     |
| 13   | 11      | 5    | Marco Orsi            | Itália            | 48.82 | Q     |
| 14   | 12      | 7    | Shinri Shioura        | Japão             | 48.84 | Q     |
| 15   | 11      | 0    | Marcelo Chierighini   | Brasil            | 48.92 | Q     |
| 16   | 12      | 0    | Paweł Korzeniowski    | Polónia           | 48.93 | Q     |
| 17   | 12      | 6    | Luca Dotto            | Itália            | 49.01 |       |
| 18   | 11      | 2    | Tommaso D'Orsogna     | Austrália         | 49.04 |       |
| 19   | 11      | 6    | Katsumi Nakamura      | Japão             | 49.07 |       |
| 20   | 10      | 1    | Kristian Gkolomeev    | Grécia            | 49.12 |       |
| 20   | 10      | 8    | Jimmy Feigen          | Estados Unidos    | 49.12 |       |
| 22   | 9       | 5    | Jasper Aerents        | Bélgica           | 49.24 |       |
| 23   | 11      | 7    | Ben Proud             | Reino Unido       | 49.35 |       |
| 24   | 10      | 9    | Dylan Carter          | Trinidad e Tobago | 49.40 |       |
| 25   | 10      | 0    | Cristian Quintero     | Venezuela         | 49.46 |       |
| 26   | 11      | 9    | Odyssefs Meladinis    | Grécia            | 49.47 |       |
| 27   | 8       | 3    | Mindaugas Sadauskas   | Lituânia          | 49.49 |       |
| 28   | 9       | 4    | Yu Hexin              | China             | 49.50 |       |
| 29   | 9       | 6    | Yuri Kisil            | Canadá            | 49.56 |       |
| 29   | 11      | 8    | Marius Radu           | Roménia           | 49.56 |       |

| Ver o restante da classificação | Ver o restante da classificação | Ver o restante da classificação | Ver o restante da classificação | Ver o restante da classificação | Ver o restante da classificação | Ver o restante da classificação |
| Pos.                            | Bateria                         | Raia                            | Nadador                         | Nacionalidade                   | Tempo                           | Notas                           |
| ------------------------------- | ------------------------------- | ------------------------------- | ------------------------------- | ------------------------------- | ------------------------------- | ------------------------------- |
| 31                              | 12                              | 8                               | Yauhen Tsurkin                  | Bielorrússia                    | 49.67                           |                                 |
| 32                              | 12                              | 1                               | Calum Jarvis                    | Reino Unido                     | 49.68                           |                                 |
| 33                              | 9                               | 2                               | Krisztián Takács                | Hungria                         | 49.76                           |                                 |
| 34                              | 8                               | 5                               | Christoffer Carlsen             | Suécia                          | 49.78                           |                                 |
| 35                              | 8                               | 2                               | Kemal Arda Gürdal               | Turquia                         | 49.80                           |                                 |
| 36                              | 9                               | 7                               | Andrij Hovorov                  | Ucrânia                         | 49.81                           |                                 |
| 37                              | 8                               | 4                               | Geoffrey Cheah                  | Hong Kong                       | 49.96                           |                                 |
| 38                              | 8                               | 0                               | David Gamburg                   | Israel                          | 49.98                           |                                 |
| 39                              | 8                               | 1                               | Quah Zheng Wen                  | Singapura                       | 49.99                           |                                 |
| 40                              | 8                               | 8                               | Martin Verner                   | Chéquia                         | 50.01                           |                                 |
| 41                              | 9                               | 3                               | Velimir Stjepanović             | Sérvia                          | 50.07                           |                                 |
| 42                              | 9                               | 9                               | Renzo Tjpn-A-Joe                | Suriname                        | 50.12                           |                                 |
| 43                              | 8                               | 7                               | Ben Hockin                      | Paraguai                        | 50.19                           |                                 |
| 44                              | 9                               | 1                               | Arseni Kukharau                 | Bielorrússia                    | 50.21                           |                                 |
| 45                              | 7                               | 5                               | Alexandre Haldemann             | Suíça                           | 50.28                           |                                 |
| 46                              | 7                               | 7                               | Sidni Hoxha                     | Albânia                         | 50.45                           |                                 |
| 47                              | 6                               | 6                               | Park Seon-kwan                  | Coreia do Sul                   | 50.53                           |                                 |
| 48                              | 8                               | 9                               | Ari-Pekka Liukkonen             | Finlândia                       | 50.64                           |                                 |
| 49                              | 7                               | 1                               | Mario Todorović                 | Croácia                         | 50.66                           |                                 |
| 50                              | 9                               | 8                               | Daniel Ramírez                  | México                          | 50.70                           |                                 |
| 51                              | 7                               | 8                               | Daniil Tulupov                  | Uzbequistão                     | 50.71                           |                                 |
| 52                              | 7                               | 3                               | Julien Henx                     | Luxemburgo                      | 50.77                           |                                 |
| 53                              | 7                               | 4                               | Ahmed Khalafalla                | Egito                           | 50.84                           |                                 |
| 54                              | 7                               | 9                               | Matthew Abeysinghe              | FINA                            | 50.93                           |                                 |
| 55                              | 7                               | 2                               | Nicholas Magana                 | Peru                            | 50.99                           |                                 |
| 56                              | 6                               | 2                               | Aleksandar Nikolov              | Bulgária                        | 51.01                           |                                 |
| 57                              | 7                               | 6                               | Christian Scherübl              | Áustria                         | 51.02                           |                                 |
| 58                              | 9                               | 0                               | Lorenzo Loria                   | México                          | 51.18                           |                                 |
| 59                              | 6                               | 4                               | Luis Flores                     | Porto Rico                      | 51.21                           |                                 |
| 59                              | 6                               | 5                               | Hoàng Quý Phước                 | Vietname                        | 51.21                           |                                 |
| 61                              | 6                               | 8                               | Sean Gunn                       | Zimbabwe                        | 51.30                           |                                 |
| 62                              | 6                               | 7                               | Lim Ching Hwang                 | Malásia                         | 51.31                           |                                 |
| 63                              | 5                               | 5                               | Andrew Chetcuti                 | Malta                           | 51.35                           |                                 |
| 64                              | 6                               | 9                               | Sam Seghers                     | Papua-Nova Guiné                | 51.35                           |                                 |
| 65                              | 5                               | 7                               | Jordan Augier                   | Santa Lúcia                     | 51.39                           |                                 |
| 66                              | 6                               | 3                               | Dsouza Dsouza                   | Índia                           | 51.41                           |                                 |
| 67                              | 5                               | 6                               | Jagger Stephens                 | Guam                            | 51.50                           |                                 |
| 68                              | 6                               | 1                               | Mikel Schreuders                | Aruba                           | 51.77                           |                                 |
| 69                              | 5                               | 2                               | Allan Gutiérrez Castro          | Honduras                        | 51.83                           |                                 |
| 70                              | 6                               | 0                               | Stanislav Karnaukhov            | Quirguistão                     | 51.96                           |                                 |
| 71                              | 5                               | 1                               | Mario Montoya                   | Costa Rica                      | 52.06                           |                                 |
| 72                              | 7                               | 0                               | Janis Saltans                   | Letônia                         | 52.07                           |                                 |
| 73                              | 4                               | 1                               | Igor Mogne                      | Moçambique                      | 52.09                           |                                 |
| 74                              | 4                               | 5                               | Ifa Paea                        | Tonga                           | 52.21                           |                                 |
| 75                              | 5                               | 3                               | Oliver Elliott                  | Chile                           | 52.50                           |                                 |
| 76                              | 4                               | 6                               | Winter Heaven                   | Samoa                           | 52.77                           |                                 |
| 77                              | 5                               | 0                               | Miguel Mena                     | Nicarágua                       | 52.78                           |                                 |
| 78                              | 5                               | 4                               | Sidrell Williams                | Jamaica                         | 52.81                           |                                 |
| 79                              | 3                               | 3                               | Mohammad Rahman                 | Bangladesh                      | 52.89                           |                                 |
| 80                              | 5                               | 8                               | Jhonny Pérez                    | República Dominicana            | 53.16                           |                                 |
| 81                              | 5                               | 9                               | Abdoul Niane                    | Senegal                         | 53.33                           |                                 |
| 82                              | 4                               | 4                               | Christian Selby                 | Barbados                        | 53.48                           |                                 |
| 83                              | 3                               | 5                               | Mohammed Bedour                 | Jordânia                        | 53.53                           |                                 |
| 84                              | 3                               | 4                               | Meli Malani                     | Fiji                            | 53.68                           |                                 |
| 85                              | 4                               | 3                               | Issa Mohamed                    | Quênia                          | 54.02                           |                                 |
| 86                              | 4                               | 9                               | Alexander Skinner               | Namíbia                         | 54.05                           |                                 |
| 87                              | 4                               | 2                               | Adel El-Fakir                   | Líbia                           | 54.18                           |                                 |
| 88                              | 3                               | 6                               | Valentin Gorshkov               | Turquemenistão                  | 54.28                           |                                 |
| 89                              | 4                               | 7                               | Boško Radulović                 | Montenegro                      | 54.53                           |                                 |
| 90                              | 3                               | 2                               | Andre van der Merwe             | Botswana                        | 54.69                           |                                 |
| 91                              | 3                               | 1                               | Christian Nikles                | Brunei                          | 54.75                           |                                 |
| 92                              | 4                               | 0                               | Vladimir Mamikonyan             | Armênia                         | 55.12                           |                                 |
| 93                              | 4                               | 8                               | Faraj Saleh                     | Brunei                          | 55.18                           |                                 |
| 94                              | 3                               | 7                               | Bakr Al-Dulaimi                 | Iraque                          | 55.22                           |                                 |
| 95                              | 3                               | 8                               | Delgerkhuu Myagmar              | Mongólia                        | 55.67                           |                                 |
| 96                              | 3                               | 0                               | Stefano Mitchell                | Antilhas Holandesas             | 56.34                           |                                 |
| 97                              | 2                               | 4                               | Hannibal Gaskin                 | Guiana                          | 56.85                           |                                 |
| 98                              | 3                               | 9                               | Kwesi Jackson                   | Gana                            | 56.94                           |                                 |
| 99                              | 2                               | 5                               | Giordan Harris                  | Ilhas Marshall                  | 57.75                           |                                 |
| 100                             | 2                               | 3                               | Sirish Gurung                   | Nepal                           | 58.22                           |                                 |
| 101                             | 2                               | 6                               | Ammaar Ghadiyali                | Tanzânia                        | 58.22                           |                                 |
| 102                             | 1                               | 9                               | Rony Bakale                     | República do Congo              | 58.64                           |                                 |
| 103                             | 2                               | 1                               | Mamadou Soumaré                 | Mali                            | 59.33                           |                                 |
| 104                             | 2                               | 0                               | Shawn Dingilius                 | Palau                           | 59.46                           |                                 |
| 105                             | 2                               | 7                               | Alois Dansou                    | Benim                           | 59.58                           |                                 |
| 106                             | 1                               | 3                               | Mark Hoare                      | Essuatíni                       | 59.62                           |                                 |
| 107                             | 2                               | 2                               | Belly-Cresus Ganira             | Burundi                         | 59.74                           |                                 |
| 108                             | 2                               | 9                               | Takumi Sugie                    | Marianas Setentrionais          | 1:00.23                         |                                 |
| 109                             | 1                               | 1                               | Meriton Veliu                   | Kosovo                          | 1:00.41                         |                                 |
| 110                             | 1                               | 5                               | Mohamed Adnan                   | Maldivas                        | 1:00.71                         |                                 |
| 111                             | 1                               | 6                               | Kaleo Kihleng                   | Estados Federados da Micronésia | 1:01.71                         |                                 |
| 112                             | 1                               | 2                               | Soulasen Phommasen              | Laos                            | 1:02.18                         |                                 |
| 113                             | 2                               | 8                               | Athoumane Soule                 | Comores                         | 1:03.09                         |                                 |
| 114                             | 1                               | 7                               | Amadou Camara                   | Guiné                           | 1:04.00                         |                                 |
| 115                             | 1                               | 4                               | Robel Habte                     | Etiópia                         | 1:04.41                         |                                 |
| 116 !                           | 1                               | 8                               | Fenel Lamour                    | Haiti                           | DNS                             |                                 |
| 116 !                           | 8                               | 6                               | Pjotr Degtjarjov                | Estónia                         | DNS                             |                                 |
| 116 !                           | 10                              | 6                               | Konrad Czerniak                 | Polónia                         | DNS                             |                                 |
| 116 !                           | 12                              | 3                               | Paul Biedermann                 | Alemanha                        | DNS                             |                                 |

### Semifinal
Esses foram os resultados das semifinais.
Semifinal 1
| Pos. | Raia | Nadador            | Nacionalidade  | Tempo | Notas |
| ---- | ---- | ------------------ | -------------- | ----- | ----- |
| 1    | 4    | Cameron McEvoy     | Austrália      | 47.94 | Q     |
| 2    | 5    | Federico Grabich   | Argentina      | 48.20 | Q     |
| 3    | 3    | Pieter Timmers     | Bélgica        | 48.22 | Q,    |
| 4    | 6    | Nathan Adrian      | Estados Unidos | 48.36 | Q     |
| 5    | 7    | Matheus Santana    | Brasil         | 48.52 |       |
| 6    | 8    | Paweł Korzeniowski | Polónia        | 48.55 |       |
| 7    | 2    | Fabien Gilot       | França         | 48.56 |       |
| 8    | 1    | Shinri Shioura     | Japão          | 48.96 |       |

Semifinal 2
| Pos. | Raia | Nadador               | Nacionalidade | Tempo | Notas |
| ---- | ---- | --------------------- | ------------- | ----- | ----- |
| 1    | 4    | Ning Zetao            | China         | 48.13 | Q     |
| 2    | 8    | Marcelo Chierighini   | Brasil        | 48.37 | Q     |
| 3    | 2    | Alexandr Sukhorukov   | Rússia        | 48.40 | Q     |
| 4    | 7    | Santo Condorelli      | Canadá        | 48.49 | Q     |
| 5    | 6    | Sebastiaan Verschuren | Países Baixos | 48.59 |       |
| 6    | 3    | Jérémy Stravius       | França        | 48.65 |       |
| 7    | 1    | Marco Orsi            | Itália        | 48.69 |       |
| 8    | 5    | Vladimir Morozov      | Rússia        | DSQ   |       |

### Final
Esse foi o resultado da final. 
| Pos.              | Raia | Nadador             | Nacionalidade  | Tempo | Notas |
| ----------------- | ---- | ------------------- | -------------- | ----- | ----- |
| Medalha de ouro   | 5    | Ning Zetao          | China          | 47.84 |       |
| Medalha de prata  | 4    | Cameron McEvoy      | Austrália      | 47.95 |       |
| Medalha de bronze | 3    | Federico Grabich    | Argentina      | 48.12 |       |
| 4                 | 8    | Santo Condorelli    | Canadá         | 48.19 |       |
| 5                 | 7    | Marcelo Chierighini | Brasil         | 48.27 |       |
| 6                 | 1    | Alexandr Sukhorukov | Rússia         | 48.28 |       |
| 7                 | 2    | Nathan Adrian       | Estados Unidos | 48.31 |       |
| 7                 | 6    | Pieter Timmers      | Bélgica        | 48.31 |       |

Legenda
| Recorde mundial       | Recorde mundial (World record)               |                       | Recorde africano                      | Recorde africano (African) |                                           | Q | Classificado por posição (Qualified) |
| Recorde do campeonato | Recorde do campeonato (Championship record)  | Recorde da América    | Recorde da América (Americas)         | q                          | Classificado por melhor tempo (Qualified) |   |                                      |
| Melhor marca do ano   | Melhor marca do ano (World leading)          | Recorde asiático      | Recorde asiático (Asian)              | DNS                        | Não largou (Did not start)                |   |                                      |
| Recorde nacional      | Recorde nacional (National record)           | Recorde europeu       | Recorde europeu (European)            | DNF                        | Não terminou (Did not finish)             |   |                                      |
| Recorde pessoal       | Recorde pessoal do atleta (Personal best)    | Recorde da Oceania    | Recorde da Oceania (Oceania)          | DSQ / DQ                   | Desclassificado (Disqualified)            |   |                                      |
| Recorde da temporada  | Recorde da temporada do atleta (Season best) | Recorde sul-americano | Recorde sul-americano (South America) | NM                         | Sem marca (No mark)                       |   |                                      |